# Spectral Mornings
Spectral Mornings è un album musicale di Steve Hackett uscito nel 1979. Fu il terzo pubblicato come solista ed il secondo dopo l'uscita del chitarrista dai Genesis. L'album è stato ripubblicato nel 2005 dalla Camino Records con sette bonus track.
Nell'album sono presenti come musicisti i componenti del gruppo che accompagnava Hackett nei concerti dal vivo: il fratello John Hackett al flauto traverso, alla chitarra ed ai "bass pedals", il collaboratore alle tastiere Nick Magnus, il bassista Dik Cadbury, il batterista John Shearer e il cantante Peter Hicks con i cori di Hackett e Cadbury.  Hackett è voce principale in The Ballad Of The Decomposing Man.

## Musicisti

### Artista
- Steve Hackett: chitarra elettrica, acustica, armonica e voce

### Altri musicisti
- John Hackett: flauto traverso
- Nick Magnus: tastiere
- Dik Cadbury: basso elettrico, voce
- John Shearer: batteria
- Peter Hicks: voce

## Tracce
1. Every Day – 6:14
2. The Virgin and the Gypsy – 4:27
3. The Red Flower of Tachai Blooms Everywhere – 2:05
4. Clocks - The Angel of Mons – 4:17
5. The Ballad of the Decomposing Man (featuring "The Office Party") – 3:49
6. Lost Time in Cordoba – 4:03
7. Tigermoth – 7:35
8. Spectral Mornings – 6:33

### Bonus tracks nell'edizione del 2005
1. Everyday (alternate mix) – 7:08
2. The Virgin and the Gypsy (alternate mix) – 4:29
3. Tigermoth (alternate mix) – 3:19
4. The Ballad Of The Decomposing Man (alternate mix) – 4:23
5. Clocks (versione 12" single) – 3:37
6. Live Acoustic Set – 5:40
7. Tigermoth (versione live) – 3:58
8. The Caretaker – 1:41[1]

- Tutti i brani sono di Steve Hackett.